# Thespoides bolivari
Thespoides bolivari är en bönsyrseart som beskrevs av Lucien Chopard 1916. Thespoides bolivari ingår i släktet Thespoides och familjen Mantidae. Inga underarter finns listade i Catalogue of Life.